# Bajo California: El límite del tiempo
Bajo California: El límite del tiempo o simplement Bajo California, és una pel·lícula mexicana de 1998 escrita i dirigida pel mexicà Carlos Bolado que pertany al gènere de les roadmovies.
És una pel·lícula multipremiada per la Acadèmia Mexicana d'Arts i Ciències Cinematogràfiques, a més de que va ser l'opera prima del director Bolado.

## Argument
La pel·lícula versa sobre el viatge que Damián Ojeda, un artista plàstic de nacionalitat mexicano-estatunidenca, realitza per la península de Baixa Califòrnia per buscar vestigis dels seus avantpassats i visitar les pintures rupestres que estan situades en la Sierra de San Francisco. El viatge li permetrà a Damián redimir-se d'una culpa molt personal que arrossega des de temps enrere.

## Repartiment
- Damián Alcázar... 	Damian
- Jesús Ochoa 	 ... 	Arce
- Fernando Torre Laphame ... Vell
- Gabriel Retes 	... Caminant
- Claudette Maillé 	 ... Esposa
- Ángel Nozagaray 	 ... 	Judicial Federal
- José Manuel Poncelis ... 	Indígena
- Emilia Osorio Hinojosa 	... 	Filla de Damián

## Premis
L'Acadèmia Mexicana d'Arts i Ciències Cinematogràfiques li va atorgar 7 premis en la XLI edició dels Premis Ariel:
- Millor pel·lícula
- Millor actor ... Damián Alcázar
- Millor coactuació masculina ... Jesús Ochoa
- Millor actor de repartiment ... Fernando Torre Lapham
- Millor Edició ... Carlos Bolado
- Millor Música Composta per a Cinema ... Antonio Fernández Ros
- Millor Òpera Prima ... Carlos Bolado